# 上高潭
上高潭是中国广东省广州市从化区的一个自然村。在江埔街道东南面约9.5千米，属上罗村管辖。因在高潭之上而得名。清朝建村。1998年时，全村人口70人。